# Kumulované hlasování
Kumulované hlasování (anglicky cumulative vote) je podobné neomezenému hlasování, avšak s tím rozdílem, že umožňuje hlasy kumulovat, tedy přidělit více hlasů jednomu kandidátovi. Tento systém by měl snižovat riziko většinového výsledku, které u neomezeného hlasování existuje tím, že např. menší strany mohou nutit své voliče kumulovat hlasy u jednoho silného kandidáta, avšak je nutné dodržet volební strategii a netříštit hlasy mezi více kandidátů. Zároveň systém může usnadňovat zastoupení menšin, jelikož příslušníci rasové nebo náboženské menšiny mohou hlasy kumulovat u kandidáta pocházejícího z jejich menšiny.
Obecně tento systém už není příliš využívaný, ale používá se ve volbách na nižší úrovni v některých státech USA).